# OpenShot
OpenShot Video Editor es un programa software libre de edición de vídeo no lineal multiplataforma
Entre los diversos lenguajes en los que está programado, su interfaz está hecha con Python, PyQt5 y GTK+, el backend de procesamiento de vídeo (libopenshot) está hecho en C++ y utiliza FFmpeg, la línea de tiempo interactiva con capacidad de "arrastrar y soltar" está hecha con HTML5 y AngularJS y varios de sus efectos 3D y animaciones utilizan Blender.
El proyecto fue iniciado en agosto de 2008 por Jonathan Thomas, con el objetivo de proveer un editor de vídeo gratuito y fácil de usar para las plataformas GNU/Linux, Microsoft Windows y macOS. Si bien el proyecto intenta construir un software robusto y potente, este no está del todo optimizado y aún usando hardware de gama alta, no se aprovechan del todo la potencia gráfica ni los buses de datos del mismo, haciendo que su manipulación llegue a ser algo incómoda.

## Características de OpenShot
- Soporte para muchos formatos de video audio e imagen estática (basado en FFMPEG).
- Integrado con Gnome (arrastrar y soltar).
- Múltiples pistas de video y audio.
- Edición ajustada a las rejilla de tiempo u otros clips, y corte de metraje.
- Transiciones de video con previsualizaciones en tiempo real.
- Composición digital, superposición de imagen, marca de agua.
- Títulos animados en 3D.
- Plantillas de títulos, creación de títulos, subtítulos.
- Admite SVG para crear títulos y créditos.
- Créditos rodados.
- Clips de color sólido (incluyendo composición alfa).
- Soporte para arrastrar y soltar en la línea de tiempo.
- Reproducción cuadro por cuadro con las teclas: J,K, y L.
- Codificación de video (basado en FFMPEG).
- Animación por cuadro clave.
- Zoom digital para los clips de video.
- Cambio de velocidad de reproducción de los clips.
- Soporta máscaras personalizadas para las transiciones.
- Escalado de video (tamaño de cuadro).
- Mezcla y edición de audio.
- Efecto Ken Burns.
- Efectos digitales de video, incluyendo brillo, gama, tonalidad, escala de grises, inserción chroma (pantalla verde o azul), y otros 20 efectos.
- Listo para trabajar con video de alta definición como HDV y AVCHD.

## Formatos y codecs de video soportados
| Tipo                                     | Formato | Codec de Video | Codec de Audio | Bitrate de Video Sugerido | Bitrate de Audio Sugerido                 | Perfil de Proyecto Sugerido                    | Notas de Uso                                                                                          |
|                                          |         |                |                |                           |                                           |                                                | |
| Discos AVCHD                             | MPEG-TS | libx264        | libfaac        | 15 Mbit/s -> 40 Mbit/s    | 256 kbit/s                                | ATSC 1080i 50 Hz                               | 1920x1080 Entrelazado Para discos Blu-Ray y AVCHD                                                     |
| Discos AVCHD                             | MPEG-TS | libx264        | ac3            | 15 Mbit/s -> 40 Mbit/s    | 256 kbit/s                                | ATSC 1080i 50 Hz                               | 1920x1080 Entrelazado Para discos Blu-Ray y AVCHD                                                     |
| Discos AVCHD                             | MPEG-TS | libx264        | libfaac        | 15 Mbit/s -> 40 Mbit/s    | 256 kbit/s                                | ATSC 1080i 60 Hz                               | 1920x1080 Entrelazado Para discos Blu-Ray y AVCHD Disks (en USA) , no necesriamente en TV's modernas. |
| AVCHD Alta Definición                    | MKV     | libx264        | libfaac        | 15 Mbit/s -> 40 Mbit/s    | 256 kbit/s                                | ATSC 1080p 25 Hz                               | 1920x1080 Progresivo para reproducir en computadores                                                  |
| AVCHD Alta Definición                    | MKV     | libx264        | ac3            | 15 Mbit/s -> 40 Mbit/s    | 256 kbit/s                                | ATSC 1080p 25 Hz                               | 1920x1080 Progresivo para reproducir en computadores                                                  |
| QuickTime Alta Definición                | mov     | libx264        | libfaac        | 15 Mbit/s -> 40 Mbit/s    | 256 kbit/s                                | ATSC 1080p 25 Hz                               | 1920x1080 AVCHD Quicktime 7 Progresivo                                                                |
| QuickTime Alta Definición                | mov     | libx264        | ac3            | 15 Mbit/s -> 40 Mbit/s    | 256 kbit/s                                | ATSC 1080p 25 Hz                               | 1920x1080 AVCHD Quicktime 7 Progresivo                                                                |
| QuickTime Apple TV                       | mov     | libx264        | libfaac        | 5 Mbit/s                  | 256 kbit/s                                | ATSC 720p 30 Hz                                | 1280x720 29.97Hz AVCHD Quicktime 7 Progresivo para Publicar en la Web                                 |
| QuickTime Web                            | mov     | libx264        | ac3            | 15 Mbit/s -> 40 Mbit/s    | 256 kbit/s                                | ATSC 720p 30 Hz                                | 1280x720 29.97Hz AVCHD Quicktime 7 Progresivo para Publicar en la Web                                 |
| QuickTime Web                            | ipod    | libx264        | libfaac        | 1.25 Mbit/s -> 1.5 Mbit/s | 128 kbit/s to 160 kbit/s                  | NTSC Cuadrado                                  | 640x480 29.97Hz AVCHD Quicktime 7                                                                     |
| QuickTime iPod                           | ipod    | libx264        | libfaac        | 1.25 Mbit/s -> 1.5 Mbit/s | 128 kbit/s to 160 kbit/s                  | Un cuarto de NTSC Cuadrado                     | 320x240 29.97Hz AVCHD Quicktime 7                                                                     |
| DVD                                      | vob     | MPEG-2         | ac3            | 5 Mbit/s -> 10 Mbit/s     | 256 kbit/s                                | DV PAL DV PAL Pantalla Ancha                   | Sólo para película de definición estándar! No para apto para HD                                       |
| DVD                                      | vob     | MPEG-2         | ac3            | 5 Mbit/s -> 10 Mbit/s     | 256 kbit/s                                | DV NTSC DV NTSC Pantalla Ancha                 | Sólo para película de definición estándar! No apto para HD                                            |
| Xbox 360                                 | mov     | libx264        | libfaac        | 2 Mbit/s -> 5 Mbit/s      | 256 kbit/s                                | DV NTSC Pantalla Ancha HDV 720 30p HDV 720 60p | |
| Xbox 360                                 | mp4     | libx264        | libfaac        | 2 Mbit/s -> 5 Mbit/s      | 256 kbit/s                                | DV NTSC Pantalla Ancha HDV 720 30p HDV 720 60p | |
| Vimeo Alta Definición                    | mp4     | libx264        | libfaac        | 3 Mbit/s -> 5 Mbit/s      | 128 kbit/s -> 320 kbit/s 44.1 kHz stereo  | HDV 720 25p HDV 720 30p                        | 1280x720 los píxeles cuadrados cuadrados deben ir en modo de-entrelazado o progresivo                 |
| Vimeo Definición Estándar                | mp4     | libx264        | libfaac        | 2 Mbit/s                  | 128 kbit/s -> 320 kbit/s 44.1 kHz stereo  | NTSC Cuadrado                                  | 640x480 los píxeles cuadrados cuadrados deben ir en modo de-entrelazado o progresivo                  |
| Vimeo Definición Estándar Pantalla Ancha | mp4     | libx264        | libfaac        | 3 Mbit/s                  | 128 kbit/s -> 320 kbit/s 44.1 kHz estéreo | NTSC Cuadrado Pantalla Ancha                   | 854x480 los píxeles cuadrados cuadrados deben ir en modo de-entrelazado o progresivo                  |
| Flickr Alta Definición                   | mov     | libx264        | ac3            | 5 Mbit/s                  | 256 kbit/s                                | HDV 720 30p                                    | 1280x720 los píxeles cuadrados cuadrados deben ir en modo de-entrelazado o progresivo                 |
| Picasa                                   | mpeg    | mpeg2video     | mp2            | 2 Mbit/s                  | 256 kbit/s                                | NTSC Cuadrado                                  | 640x480 se convertirá a 480x360 o 320x240 Flash                                                       |
| YouTube                                  | mpeg    | mpeg2video     | mp2            | 2 Mbit/s                  | 256 kbit/s                                | NTSC Cuadrado                                  | 640x480 se convertirá a 480x360 o 320x240 Flash                                                       |
| YouTube Alta Definición                  | mp4     | libx264        | libfaac        | 2 Mbit/s -> 8 Mbit/s      | 128 kbit/s -> 320 kbit/s 44.1 kHz estéreo | HDV 720 25p HDV 720 30p                        | 1280x720 los píxeles cuadrados cuadrados deben ir en modo de-entrelazado o progresivo                 |
| YouTube Full HD                          | mp4     | libx264        | libfaac        | 8 Mbit/s -> 15 Mbit/s     | 128 kbit/s -> 320 kbit/s 44.1 kHz estéreo | HDV 1080 25p HDV 1080 30p                      | 1920x1080 los píxeles cuadrados cuadrados deben ir en modo de-entrelazado o progresivo                |
| Nokia nHD                                | mp4     | libxvid        | libfaac        | 1.25 Mbit/s               | 128 kbit/s -> 320 kbit/s 44.1 kHz stereo  | Nokia nHD                                      | 640x360 Nuevo Estándar para Dispositivos S60 de quita Edición                                         |
| MetaCafe                                 | mp4     | mpeg4          | libmp3lame     | 2 Mbit/s                  | 256 kbit/s                                | NTSC Cuadrado                                  | 640x480 se convertirá a 320x240 Flash                                                                 |

## Capturas de pantalla

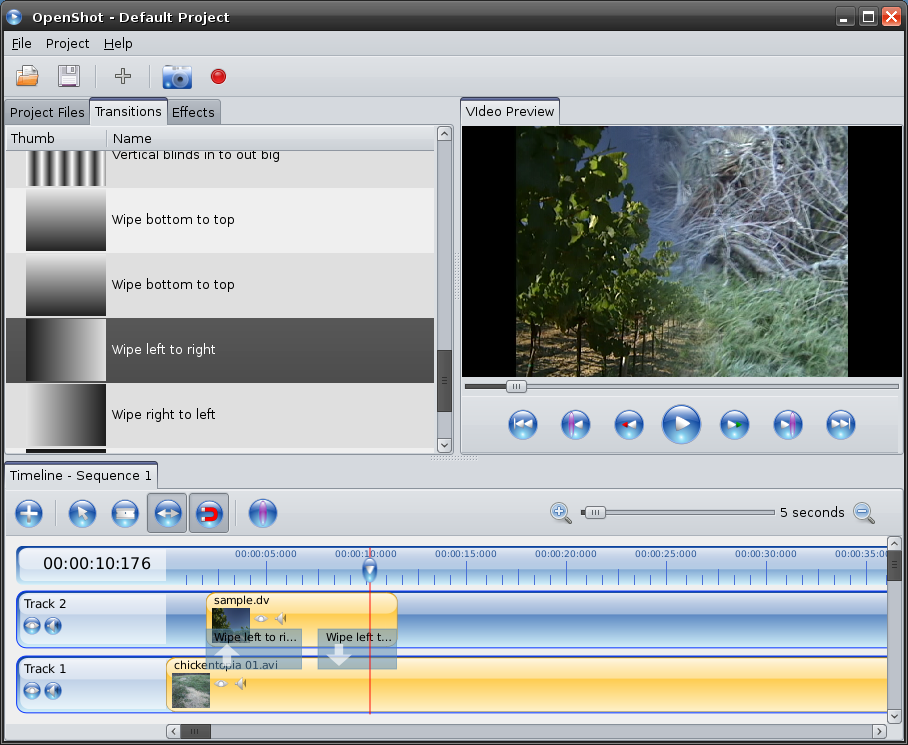
Transición barrido suave de izquierda a derecha.
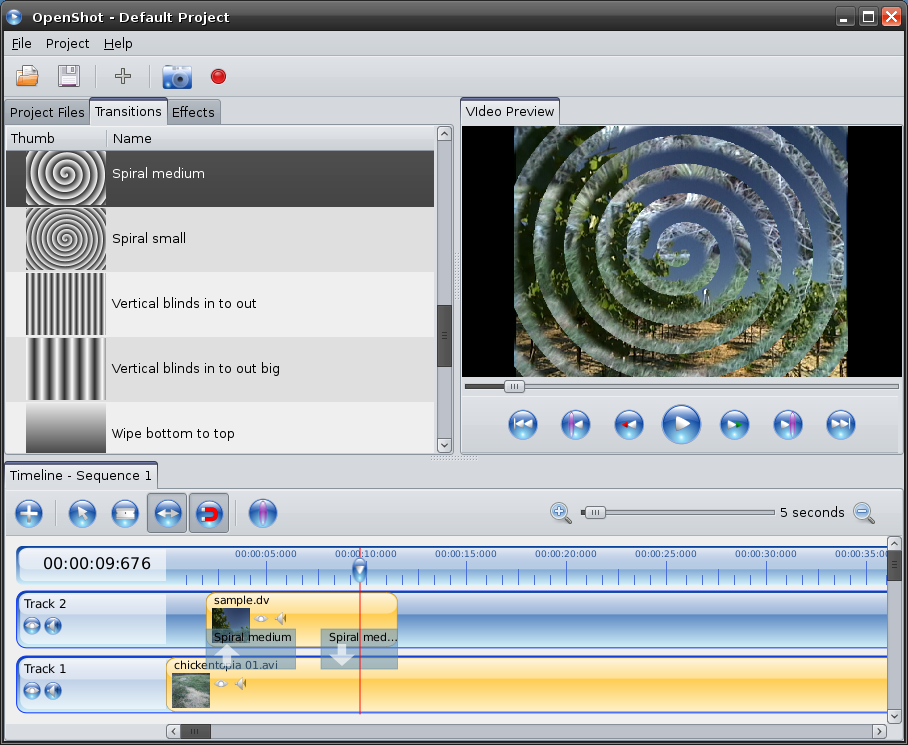
Transición barrido en espiral.
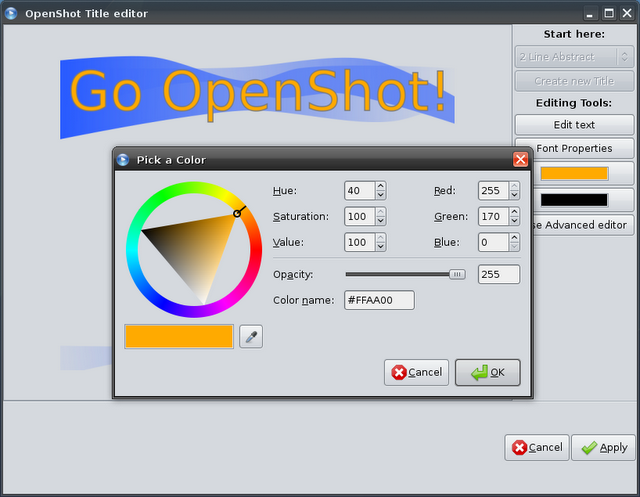
Crear un título.
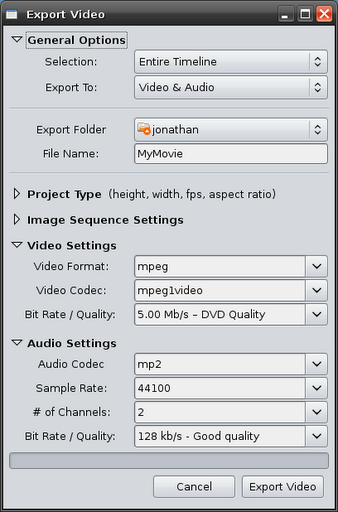
Diálgo de exportación de video